# (21447) Yungchieh
(21447) Yungchieh (1998 HZ18) – planetoida z grupy pasa głównego asteroid okrążająca Słońce w ciągu 3,64 lat w średniej odległości 2,36 j.a. Odkryta 18 kwietnia 1998 roku.